# Келечин
Келечи́н (укр. Келечин) — село в Пилипецкой сельской общине Хустского района Закарпатской области Украины. Село популярно среди туристов своими минеральными источниками.
Население по переписи 2001 года составляло 679 человек. Почтовый индекс — 90022. Телефонный код — 3146. Код КОАТУУ — 2122482001.

## В селе родились
- Августин Иванович Волошин — политический, культурный и религиозный деятель Закарпатья, грекокатолический священник.
- Фёдор Иванович Тацинец — деятель ОУН, поручик Карпатской Сечи.